# Freethielstadion
Het Freethielstadion, ook kortweg de Freethiel, is het voetbalstadion waar de Belgische voetbalclub SK Beveren (voorheen Waasland-Beveren genaamd) zijn thuiswedstrijden afwerkt. Het stadion werd oorspronkelijk bespeeld door KSK Beveren, toen die club in 2010 tijdelijk stopte met hun mannenploeg nam Waasland-Beveren de plaats in.  

## Vroege geschiedenis
De naam is een afleiding van Frederik Thielemans, de eerste eigenaar van het stadion. Het stadion ontstond toen Thielemans zijn wielerpiste omvormde tot een voetbalstadion voor de kersverse Beverse club Sportkring Beveren-Waes.
Opmerkelijk was dat Thielemans' wielerpiste erg populair was in de vroege 20e eeuw en bijdroeg aan de opkomst van enkele plaatselijke wielergoden als Theo De Sorte, Mon van Craenenbroeck en Bokske Maes.
Rond het begin van de jaren 30 bleven de "pistiers" echter wat weg. Frederik Thielemans nam de gewaagde beslissing om de pas opgerichte voetbalclub SK Beveren-Waes behuizing aan te bieden.
Op 31 juli 1938 werd het nieuwe veld ingehuldigd met een wedstrijd tegen toenmalig eersteklasser Ronse.
De locatie mocht dan ideaal gelegen zijn voor de supporters van de kersverse club uit 2de provinciale, de grondkwaliteit liet nog te wensen over. Pas na de Tweede Wereldoorlog werd het veld herlegd met poldergrond. Vanaf dan is het terrein pas echt "speelwaardig".
Tot daar toe het veld. Ook met de tribunes rond het nieuwe veld was het slecht gesteld. Deze bestonden tot dan toe uit een zandberg en enkele houten constructies. Onder deze constructies bevonden zich de kleedkamers.
Men besloot om ook van de tribunes werk te maken. Op 21 augustus 1949 werd met een wedstrijd tegen eersteklasser Eendracht Aalst de nieuwe betonnen constructie ingehuldigd. Deze tribune bleef staan tot de eerste klasse bereikt werd.

## De Freethiel als "eerste klas stadion"

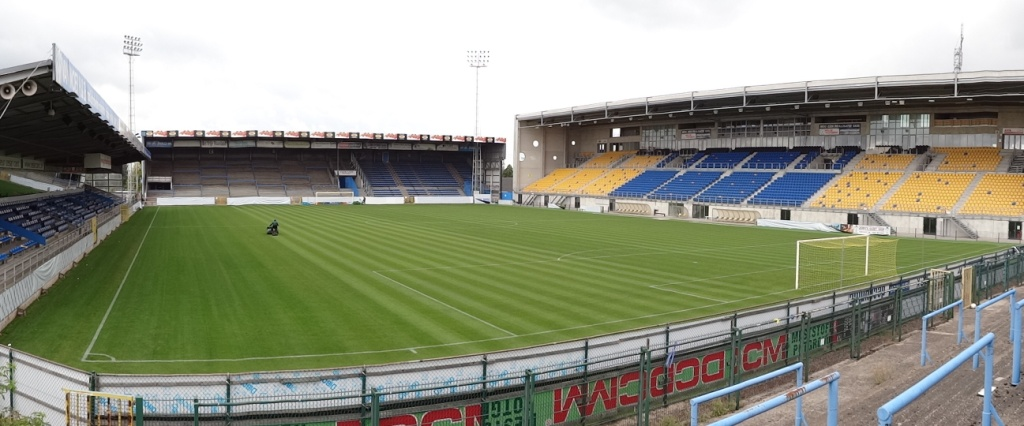

Bij de overgang naar eerste klasse in 1967 werd het tijd voor een nieuw gezicht op het Bevers voetbal.
Het hele stadion werd herbouwd met persruimtes, nieuwe kleedkamers en meer comfortabele plaatsen voor de supporters. Voor de capaciteit wordt gemikt op de bevolking van het polderdorp. Op dat moment zo'n 16350 mensen.
In 1972 ging dat aantal al naar 18000 en in 1974 werd samen met een nieuwe stijging naar 22000 plaatsen het kunstlicht geïnstalleerd. De huidige staantribune voor de thuissupporters met haar bekende akoestiek stamt uit deze periode.
Niet alleen is het stadion nu klaar voor de hoogste Belgische voetbalklasse, het is ook Europees in orde, en doorheen de jaren zeventig en begin jaren 80 geldt het als parel op de prestaties van de club die het huisvest. Ploegen als Inter Milaan en FC Barcelona moeten er hun vel duur komen verkopen en Inter moet zelfs in de Waaslanders zijn meerdere erkennen in een zeer spannende kwartfinale van Europacup II.
Tot begin jaren 90 gold de Freethiel als een Europa-waardig stadion.

## Tegenwoordig
Nadat de nieuwe tribunes zowat drie decennia dienst hadden gedaan, begonnen de gebreken zich op te stapelen. Niet alleen had de Freethiel niet langer een plaats tussen stadions van de mindere Europese goden, maar zelfs in België begon het stadion achterop te hinken.
In 2005 werd daarom een nieuw bouwdossier ingediend bij de gemeente Beveren, op dat moment al eigenaar van het stadion. Het zou echter tot april 2008 duren voor de plannen ook effectief werkelijkheid mochten worden.
In juni 2008 zagen de Beverse supporters dan definitief "hun hoofdtribune" voor de laatste keer leeglopen en werd aan de afbraak ervan begonnen. Op 27 oktober 2008 werd de eerste steen gelegd van een nieuwe, moderne hoofdtribune, die ook commerciële ruimte biedt aan private partners: onder de eigenlijke tribunes kan bijna de hele benedenverdieping gebruikt worden als winkelruimte. Er is ook plaats voorzien voor een supermarkt, even verwijderd van de hoofdgebouwen.
In een later stadium zullen ook de andere tribunes geleidelijk aan vervangen worden door modernere versies. Hiervoor ligt echter nog geen tijdstip vast.

## Locatie en capaciteit
De velden omvatten de rand van de Beverse sportzone aan de kruising tussen Klapperstraat, Lindenlaan en Meerminnendam, waartussen ook het eigenlijke complex te vinden is. De hoofdparking bevindt zich in de Lindenlaan en is opgedeeld in zones voor de thuisploeg en voor de bezoekende club.
De huidige capaciteit van de tribunes ligt officieel op 8.190, gaande van overdekte staanplaatsen tot businessseats en skyboxen.  De onoverdekte staantribune aan de kant van de Klapperstraat is sinds 2012 niet meer in gebruik.

## Eigenaar van het Freethielstadion
De eigenaar van het Freethielstadion is de gemeente Beveren, die het gebruik en het onderhoud ervan overlaat aan Waasland-Beveren dat in 2010 de plaats in nam van KSK Beveren. Op zaterdag 14 september na een akkoord met Waasland-Beveren speelde KSK Beveren voor het eerst in 12 jaar opnieuw een officiële wedstrijd op de Freethiel tegen buur Svelta Melsele. Meer dan duizend toeschouwers zagen KSK Beveren met 1-0 winnen.